# Baltic Aviation Academy

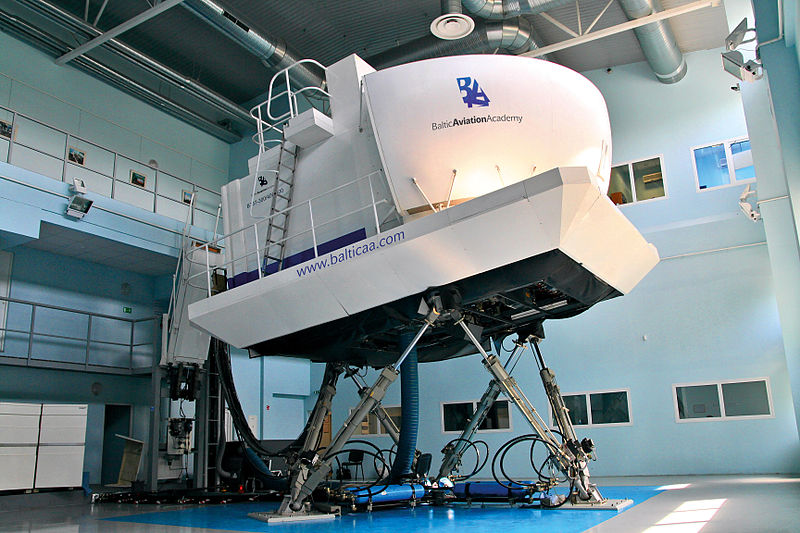
Pełny symulator lotu (FFS) w Baltic Aviation Academy

BAA Training (dawna Baltic Aviation Academy i spółka zależna Avia Solutions Group) – niezależne centrum szkolenia lotniczego z siedzibą w Wilnie na Litwie i działające globalnie. Certyfikowany jako Zatwierdzona Organizacja Szkoleniowa (ATO), BAA Training oferuje szkolenia na skrzydłach stałych lub obrotowych Ab Initio, uprawnienia na typ, załogę kabinową, obsługę naziemną, szkolenia dyspozytorów lotniczych, w tym kursy online i może przygotować około 1000 profesjonalistów lotniczych rocznie. Klienci BAA Training pochodzą z 96 krajów. Szkoła Ab Initio z dwiema bazami lotniczymi w Hiszpanii i flotą 22 samolotów liczy ponad 200 uczniów. Obecnie BAA Training obsługuje 8 pełnych symulatorów lotu (FFS): 4 FFS w centrum szkoleniowym w Wilnie na Litwie, 2 FFS w Ho Chi Minh w Wietnamie, 1 FFS w Zhengzhou w Chinach, 2 FFS w Barcelonie w Hiszpanii. Podsumowując, dzięki rozległej sieci 69+ FFS w ponad 29 lokalizacjach, BAA Training jest gotowy do prowadzenia szkoleń lotniczych na całym świecie dla ponad 14 typów samolotów.

## Historia
- 2006 – Założenie akademii
  - Powstanie Centrum Szkoleniowego flyLAL będącego w całości własnością Grupy flyLAL. Centrum zapewniało szkolenie pilotom B737CL i SAAB 2000 oraz personelowi pokładowemu[1].
- 2008 – Pierwszy sprzęt do treningu symulacyjnego
  - Pozyskanie pierwszego pełnego symulatora lotu – Boeinga 737 – rozmieszczonego w siedzibie akademii.
  - Instalacja Prawdziwego Trenera Pożarniczego do szkolenia przeciwpożarowego i dymnego w siedzibie akademii
- 2009 – Zmiana nazwy
  - W związku z wdrożeniem nowej strategii biznesowej akademia zmienia nazwę na Baltic Aviation Academy.
- 2011 – Dalsza ekspansja
  - Nabycie pełnego symulatora lotu Airbusa A320 zainstalowanego na terenie akademii w Wilnie.
  - Nabycie pierwszej Cessny 150 oznacza początek szkoły lotniczej Ab Initio.
  - Utworzenie nowej linii biznesowej – SimHelp – uzupełnia listę usług szkoleniowych o pomoc w utrzymaniu symulatora oraz dostarczanie części zamiennych.
- 2013 – ATO w ramach wymagań i rozszerzenia EASA
  - Ośrodek szkolenia lotniczego Baltic Aviation Academy otrzymuje certyfikat zatwierdzonej organizacji szkolenia w ramach EASA.
  - Zamówienie trenera FNPT na szkolenie Ab Initio Flight School.
  - Powstanie MOMook – inteligentnego oprogramowania do zarządzania biznesem, zaprojektowanego specjalnie dla ośrodków szkolenia lotniczego[2].
  - 2015 – Rebranding na międzynarodową ekspansję
  - Baltic Aviation Academy staje się BAA Training[3].
- 2016 – Nowe możliwości dla klientów
  - Zakup trenażera z ekranem dotykowym Airbus A320 pozwala lepiej przygotować się do szkolenia lotniczego na pełnym symulatorze lotu oraz zaoszczędzić czas i koszty dla klientów[4].
  - Rozpoczęcie pierwszego Programu Kadetów[5].
  - BAA Training tworzy centrum kompetencyjne Emblick, wewnętrzne centrum kompetencyjne Avia Solutions Group[6], które jest otwarte dla innych organizacji litewskich.
- 2017 – Pierwszy program podchorążych śmigłowców
- 2018 – Nabycie i ekspansja firmy Door and Slide Trainer
  - Zakup trenażera drzwi i zjeżdżalni Airbus A320 dla personelu pokładowego i szkolenia pilotów[7].
  - BAA Training ogłasza utworzenie nowej firmy w Wietnamie[8].
  - BAA Training otwiera nową bazę lotów na międzynarodowym lotnisku Lleida-Alguaire[9].
  - Flota szkół lotniczych Ab Initio liczy 17 samolotów
  - Zakup i instalacja pełnych symulatorów lotu Boeing 737 NG i Airbus A320 w siedzibie akademii
  - Podpisanie Memorandum of Understanding z Henan Civil Aviation Development and Investment Company (HNCA) ogłaszającego rozpoczęcie współpracy dla chińskiej firmy szkoleniowej Joint Venture z siedzibą w Henan.
- 2018 – Dalszy rozwój programów szkoleniowych: Tapk Pilotu i pierwszy program szkolenia MPL
  - Założenie Tapk pilotu – pilotażowego finansowania szkoleń i projektu integracji z rynkiem pracy na rynku litewskim.
  - Uruchomienie pierwszego programu szkoleniowego MPL poprzez podpisanie umowy partnerskiej z Avion Express.
- 2019 – Kontynuacja globalnej ekspansji i nowy główny klient szkolenia kadetów
  - BAA Training ogłasza plany zainwestowania 60 mln euro w globalną ekspansję FFS
  - Umowa partnerska dotycząca szkolenia kadetów z Turkish Airlines.
  - Umowa joint venture z firmą Henan Civil Aviation Development and Investment Company (HNCA). [potrzebne źródło]
  - Firma otwiera ośrodek szkoleniowy w Wietnamie[10].
- 2020 – Otwarcie nowego obiektu szkoleniowego
  - BAA Training otwiera ośrodek szkoleniowy w Chinach[11].
- 2021 – Wiatr zmian
  - Firma otwiera ośrodek szkoleniowy w Hiszpanii[12].
  - BAA Training zakłada w Hiszpanii MRO o nazwie Avia Repair Co[12].
  - BAA Training zapewnia finansowanie w wysokości 31 mln euro na swoją globalną ekspansję[13].
  - Firma powołuje Marijus Ravoitis na nowego dyrektora generalnego[14].
  - BAA Training wprowadza nowy program oceny typu Boeing 737 MAX.[15]
  - BAA Training rozpoczyna szkolenie pilotażowe oparte na wirtualnej rzeczywistości[16].
  - BAA Training Vietnam podpisuje długoterminową umowę z Bamboo Airways na leasing pełnego symulatora lotu[17].

### Programy kadetów
Since 2016, BAA Training started actively working with Wizz Air, Turkish Airlines, SmartLynx, Avion Express, Lao Skyway airlines and BayViet aviation school on Cadet training solutions.

### Program MPL
W 2019 roku, koncentrując się na rozwoju zawodowych kompetencji lotniczych, firma BAA Training wprowadziła swoją pierwszą licencję pilota wielozałogowego we współpracy z partnerską linią lotniczą Avion Express.
| Ab Initio                                                                                               | Ab Initio  |
| --- | ---------- |
| Licencja pilota samolotowego turystycznego – PPL(A)                                                     | wiek – 16+ |
| Licencja pilota śmigłowcowego prywatnego – PPL(H)                                                       | wiek – 16+ |
| Licencja pilota samolotowego zawodowego – CPL(A)                                                        | wiek – 18+ |
| Licencja pilota śmigłowcowego zawodowego – CPL(H)                                                       | wiek – 18+ |
| Licencja pilota w transporcie lotniczym mrożonym – ATPL(A) Programy kadetów linii lotniczych wiek – 18+ | wiek – 18+ |
| Licencja pilota w transporcie lotniczym mrożonym – ATPL(A)                                              | wiek – 18+ |
| Programy kadetów linii lotniczych                                                                       | wiek – 18+ |

| Ocena typu              | Ocena typu                    |
| ----------------------- | ----------------------------- |
| Airbus A320             | Ocena typu                    |
| Airbus A320             | Ocena typu A320 (DGCA)        |
| Airbus A320             | Kwalifikacja wieloosobowa CCQ |
| ATR 42                  | Ocena typu                    |
| ATR 72                  | Ocena typu                    |
| ATR 72-600              | Ocena typu (DGCA)             |
| Boeing 737 CL           | Ocena typu                    |
| Boeing 737 NG           | Ocena typu                    |
| Boeing 737 NG           | Ocena typu (DGCA)             |
| Boeing 737 CL+NG        | Ocena typu                    |
| Boeing 757              | Ocena typu                    |
| Boeing 767              | Ocena typu                    |
| Boeing 737 MAX          | Ocena typu                    |
| Boeing                  | Trening różnicowy             |
| Bombardier CRJ 100/200  | Ocena typu                    |
| Bombardier CRJ 700/900  | Ocena typu                    |
| Bombardier Dash 8 – 400 | Ocena typu                    |
| Embraer 135/145         | Ocena typu                    |
| Embraer 170/190         | Ocena typu                    |

Inne kursy obejmują – personel pokładowy, obsługę naziemną, dyspozytora lotniczego, szkolenia, w tym kursy szkoleniowe online.
Oprócz bazy szkoleniowej w Wilnie na Litwie, BAA Training zapewnia szkolenie na uprawnienie na typ dla ponad 14 typów samolotów na ponad 69 pełnych symulatorach lotu, które obejmują ponad 29 lokalizacji w Europie, Ameryce Południowej, Afryce i Azji.

## Sprzęt treningowy
| Ekwipunek                                  | Rodzaj                         | Rodzaj        |
| ------------------------------------------ | ------------------------------ | ------------- |
| Symulatory                                 | Airbus A320                    | Boeing 737 CL |
|                                            | Airbus A320                    | Boeing 737 NG |
| Trener procedur nawigacji lotniczej (FNPT) | Tecnam P2006T                  | Cessna 172    |
| Trener ekranu dotykowego (TST)             | Airbus A320                    |               |
| „Door and Slide” szkolenie                 | Airbus A320                    |               |
| Sprzęt Szkolenia BAA Wietnam               |                                |               |
| Symulatory                                 | Airbus A320ceo FFS             |               |
|                                            | Airbus A320neo FFS             |               |
| CAE 400XR IPT                              | A320                           |               |
| Dowódca V900                               | Do szkolenia przeciwpożarowego |               |
| Sprzęt Szkolenia BAA Hiszpania             |                                |               |
| Symulatory                                 | Airbus A320ceo FFS             |               |
|                                            | Boeing B737 MAX FFS            |               |

## Globalna ekspansja

### BAA Training w Europie
W 2018 roku BAA Training dodała nową bazę lotów na międzynarodowym lotnisku Lleida-Alguaire w Hiszpanii, aby zapewnić swoim studentom całoroczne szkolenie.
Do końca 2019 r. firma BAA Training obsługiwała w Wilnie 4 symulatory lotu: dwa Airbusy A320, jeden Boeing 737 CL i jeden Boeing 737 NG. Jednak ze względu na rosnącą liczbę pilotów-studentów Ab Initio i globalne zapotrzebowanie na pilotów firma ogłosiła plany powiększenia swojej floty o sześć dodatkowych jednostek w Europie i Azji.
W 2020 roku firma ogłosiła utworzenie centrum szkoleniowego BAA Training Spain niedaleko Barcelony-El Prat. Jest zaprojektowany tak, aby pomieścić łącznie 7 pełnych symulatorów lotu. Pierwsze 2 mają być gotowe do szkolenia do września 2020 r.

### BAA Training w Wietnamie
W 2018 roku BAA Training ogłosiła utworzenie nowej spółki w Wietnamie – BAA Training Vietnam, która do 2023 roku ma prowadzić centrum szkoleniowe składające się z 4 pełnych symulatorów lotu. We wrześniu 2019 roku BAA Training Vietnam uzyskała certyfikat ATO i rozpoczęła działalność w 2019 roku z pierwszy pełny symulator lotu Airbusa A320, a drugi symulator ma rozpocząć działalność w lutym 2020 r.

### BAA Training w Chinach
Wraz z podpisaniem umowy Joint Venture z HNCA w 2019 r., BAA Training rozpoczął tworzenie sześciu pełnych centrów szkoleniowych na symulatorach lotu, BAA Training China. Ceremonia wmurowania kamienia węgielnego była początkiem budowy BAA Training China. Firma BAA Training China została otwarta w czerwcu 2020 roku, obsługując pierwszy symulator od sierpnia 2020 roku.

## Dodatkowe linie biznesowe
- W 2011 roku firma BAA Training założyła firmę SimHelp, która obecnie działa jako platforma obsługi floty FFS i dostarczania części zamiennych
- W 2013 roku firma stworzyła MOMook – inteligentne oprogramowanie do zarządzania biznesem zaprojektowane specjalnie dla ośrodków szkolenia lotniczego. Zintegrowany z codzienną działalnością centrum szkoleniowego MOMook umożliwia inteligentne planowanie zasobów szkoleniowych i procesów, łatwe i szybkie kontrolowanie scentralizowanych informacji, monitorowanie oceny i postępów uczniów oraz działanie jako organizacja szkoleniowa bez papieru.
- W 2016 roku BAA Training utworzyło uznane przez EAAP centrum oceny i kompetencji pilotażowych Emblick. Główną rolą Emblick jest ocena przydatności kandydatów do zawodu pilota i programów szkoleniowych BAA Training, a także rozwój określonych kompetencji i umiejętności.
- W 2018 roku powołano do życia Tapk pilotu – pilotażowe finansowanie szkoleń i program integracyjny z rynkiem pracy na rynku litewskim. Obecny program zapewnia szkolenie pilotów wraz z finansowaniem, a także rozpoczęcie kariery pilota linii lotniczych.